# Siphonogorgia alba
Siphonogorgia alba is een zachte koraalsoort uit de familie Nidaliidae. De koraalsoort komt uit het geslacht Siphonogorgia. Siphonogorgia alba werd in 1960 voor het eerst wetenschappelijk beschreven door Utinomi. 